# Lista di scuole di musica
Lista delle principali scuole di musica nel mondo, ordinate per nazione.

## Argentina
- Buenos Aires
  - Conservatorio Julián Aguirre[1]
  - Conservatorio Nacional de Música[2]
  - Conservatorio Superior de Música Astor Piazzolla[3]
  - Conservatorio Superior de Música Manuel de Falla[4]
  - Universidad Católica Argentina
- Villa María: Universidad Nacional de Villa María[5]
- Avellaneda: Escuela de Música Popular de Avellaneda[6]
- Banfield: Conservatorio Provincial de Música Julián Aguirre[1]

## Armenia
- Erevan
  - Yerevan Komitas State Conservatory[7]
  - Armenian State Pedagogical University[8]

## Austria
- Vienna: Universität für Musik und darstellende Kunst Wien (fondato nel 1808)

## Azerbaigian
- Baku: Hajibeyov Baku Academy of Music[9]

## Belgio
- Bruxelles: Conservatoire Royal de Bruxelles - Koninklijk Conservatorium Brussels (fondato nel 1813)
- Bruxelles: Institut Jaques-Dalcroze (Belgique)

## Bielorussia
- Minsk: The Belarusian State Academy of Music

## Estonia
- Tallinn: Estonian Academy of Music and Theatre

## Finlandia
- Helsinki: Accademia Sibelius

## Francia
- Parigi: Conservatoire de Paris (fondato nel 1795)

## Georgia
- Tbilisi: Tbilisi State Conservatoire "V. Saradjishvili"

## Germania
- Amburgo: Hochschule für Musik und Theater Hamburg
- Berlino: Hochschule für Musik "Hanns Eisler"
- Berlino: Universität der Künste
- Colonia: Hochschule für Musik und Tanz Köln
- Dresda: Hochschule für Musik "Carl Maria von Weber"
- Heidelberg: Hochscule für Kirchenmusik Heidelberg]
- Lipsia: Hochschule für Musik und Theater Leipzig
- Weimar: Hochschule für Musik "Franz Liszt"

## Regno Unito
- Londra: Royal Academy of Music (fondata nel 1822)
- Londra: Royal College of Music (fondato nel 1882)
- Londra: London College of Music (fondato nel 1887)

## Israele
- Gerusalemme: Jerusalem Academy of Music and Dance
- Tel Aviv: The Buchmann-Mehta School of Music

## Italia

### Istituti superiori di studi musicali e altri enti
Elenco degli Istituti superiori di studi musicali:
- Istituto superiore di studi musicali della Valle d'Aosta di Aosta[10]
- Istituto superiore di studi musicali Gaetano Donizetti di Bergamo[11][12]
- Istituto superiore di studi musicali Vincenzo Bellini di Caltanissetta[13]
- Istituto superiore di studi musicali Claudio Merulo di Castelnovo ne' Monti[14]
- Istituto superiore di studi musicali Claudio Monteverdi di Cremona[15]
- Università degli Studi di Pavia – Dipartimento di Musicologia e Beni Culturali di Cremona[16][17][18]
- Istituto superiore di studi musicali Giacomo Puccini di Gallarate[19]
- Istituto superiore di studi musicali Pietro Mascagni di Livorno[20]
- Istituto superiore di studi musicali Luigi Boccherini di Lucca[21]
- Istituto superiore di studi musicali Orazio Vecchi - Antonio Tonelli di Modena e Carpi[22]
- Istituto superiore di studi musicali P. I. Tchaikovsky di Nocera Terinese[23]
- Istituto superiore di studi musicali Franco Vittadini di Pavia[24]
- Istituto superiore di studi musicali Giuseppe Verdi di Ravenna[25]
- Istituto superiore di studi musicali Achille Peri di Reggio Emilia[26][27]
- Istituto superiore di studi musicali Arturo Toscanini di Ribera[28]
- Istituto superiore di studi musicali Giovanni Lettimi di Rimini[29]
- Istituto superiore di studi musicali Rinaldo Franci di Siena[30]
- Istituto superiore di studi musicali Giovanni Paisiello di Taranto[31]
- Istituto superiore di studi musicali Giulio Briccialdi di Terni[32]

## Lettonia
- Riga: Jazeps Vitols Latvian Academy of Music

## Lituania
- Vilnius: Lithuanian Academy of Music and Theatre

## Norvegia
- Oslo: Norges Musikkhøgskole (NMH), Norwegian Academy of Music

## Paesi Bassi
- Arnhem / Zwolle / Enschede: ArtEZ Conservatorium
- Alkmaar: Conservatorium Alkmaar
- Amsterdam: Conservatorium van Amsterdam
- Maastricht: Conservatorium Maastricht
- Tilburg: Fontys Conservatorium
- L'Aia: Koninklijk Conservatorium Den Haag (fondato nel 1826)
- Groninga: Prins Claus Conservatorium
- Rotterdam: Rotterdams Conservatorium
- Utrecht: Utrechts Conservatorium

## Polonia
- Varsavia: Akademia Muzyczna im. Fryderik Chopin (fondata nel 1821)
- Cracovia: Akademia Muzyczna (fondata nel 1888)
- Łódź: Akademia Muzyczna im. Grażyny i Kiejstuta Bacewiczów
- Poznań: Akademia Muzyczna im. Ignacego Jana Paderewskiego (fondata nel 1920)
- Katowice: Akademia Muzyczna im. Karola Szymanowskiego (fondata nel 1929)
- Danzica: Akademia Muzyczna im. Stanisława Moniuszki (fondata nel 1947)
- Breslavia: Akademia Muzyczna im. Karola Lipińskiego (fondata nel 1948)
- Bydgoszcz: Akademia Muzyczna im. Feliksa Nowowiejskiego (fondata nel 1974)

## Portogallo
- Lisbona: Conservatório Nacional (fondato nel 1836)

## Rep. Ceca
- Praga: Conservatorio di Praga (fondato nel 1808)
- Praga: Akademie múzických umění
- Brno: Janáčkova akademie múzických umění

## Russia
- San Pietroburgo: Conservatorio di San Pietroburgo (fondato nel 1862)
- Mosca: Conservatorio di Mosca (fondato nel 1866)

## San Marino
- Borgo Maggiore: Istituto Musicale Sammarinese

## Spagna
- Barcellona: Conservatori Superior de Musica del Liceu (fondato nel 1838)
- Madrid: Real Conservatorio Superior de Musica de Madrid (fondato nel 1830)
- Granada

## Stati Uniti
- New York: Juilliard School of Music
- Boston: Berklee College of Music

## Svizzera
- Ginevra: Haute école de musique de Genève
- Zurigo:
- Lugano: Conservatorio della Svizzera Italiana

## Ucraina
- Kiev: Ukrainian National Tchaikovsky Academy of Music
- Odessa: Odessa State Musical Academiy

## Ungheria
- Budapest: Accademia Musicale Ferenc Liszt

## Città del Vaticano
- Milano: Pontificio Istituto Ambrosiano di Musica Sacra
- Roma: Pontificio Istituto di Musica Sacra